# Keno Don Hugo Rosa
Keno Don Hugo Rosa (29 de juny de 1951, Louisville, Kentucky, Estats Units) de nom artístic Don Rosa, és un il·lustrador i autor de còmics famós pel seu treball amb personatges com l'Ànec Donald. Actualment es troba retirat, entre altres motius, per patir problemes amb la vista.
El seu treball més conegut és "The Life and Times of $crooge McDuck" (la joventut de l'Oncle Guillat, a França i Espanya)

L'Ànec Donald dibuixat per Don Rosa.

Don Rosa és considerat per molts el millor artista d'"Ànecs" després de Carl Barks. Potser per la gran elaboració de les seues historietes. No sols crea històries amb gran estima cap als personatges i dibuixa amb un detallat i inconfusible estil, moltes vegades les seues històries contenen detalls que un xiquet no podria entendre, fent-les apropiades tant per a xicotets com per a grans. Exemples d'açò serien l'evolució de la personalitat de l'Oncle Guillat l'abans esmentat Life and Times, o la historieta The Quest for Kalevala, on els personatges de la Disney viuen una aventura basada en el poema èpic finès Kalevala.
Prova de la qualitat del seu treball és la quantitat de nominacions a premis de prestigi com l'Eisner, primer l'any 1995 en la categoria de "Millor història serialitzada" amb The lifes and times of Scrooge McDuck, guanyant el premi; i el 2007 va repetir en la categoria de "Millor historieta curta" amb The Black Knight GLORPS Again!, on sols quedaria finalista. Eixe mateix any va ser nominat en 5 categories als premis Harvey.
En quasi totes les seues històries es pot trobar una dedicatòria a Carl Barks, que ha estat la seua inspiració "en cada quadre d'historieta", com el mateix Don Rosa ha admès.
La dedicatòria (D.U.C.K.) generalment es troba semi-amagada en la primera pàgina i en el primer quadre de cada història.
D.U.C.K. és l'abreujament de: Dedicated to Unca Carl from Keno. (Dedicat a l'oncle Carl d'en Keno). A més a més, duck en anglès significa ànec.